# Thyroptera devivoi
Thyroptera devivoi — є одним з видів кажанів родини Thyropteridae.

## Поширення
Країни поширення: Бразилія, Гаяна. Це нещодавно описаний вид, який відомий тільки з чотирьох зразків. Він знаходиться в саванах та Серрадо.

## Загрози та охорона
Природні середовища мешкання виду в даний час швидко перетворюються в пасовища або землі сільського господарства.